# Purullena
Purullena ist eine Gemeinde in der Provinz Granada im Südosten Spaniens mit 2.338 Einwohnern (Stand: 2024). Die Gemeinde liegt in der Comarca Guadix. 

## Geografie
Die Gemeinde liegt im Süden der Provinz und grenzt an Benalúa, Cortes y Graena, Darro, Fonelas, Guadix und Marchal. Die Gemeinde ist mit den Bergen verschmolzen und verfügt über mehrere Höhlenhauser.

## Bevölkerungsentwicklung
| Jahr      | 1920  | 1930  | 1940  | 1950  | 1960  | 1970  | 1980  | 1990  | 2000  | 2010  | 2020  |
| --------- | ----- | ----- | ----- | ----- | ----- | ----- | ----- | ----- | ----- | ----- | ----- |
| Einwohner | 1.858 | 2.274 | 3.217 | 3.173 | 3.395 | 2.333 | 2.685 | 2.514 | 2.563 | 2.314 | 2.340 |

## Geschichte
Der Name des Ortes geht auf die Arabische Zeit von Al-Andalus zurück. Nach der Eroberung durch die Christen wurde Purullena Teil der Stadt Marchal, bevor es später unabhängig wurde.

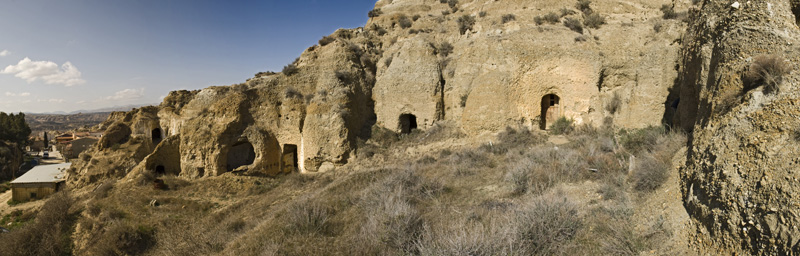
Wohnhöhlen (Casas cueva)